# دیش نتورک

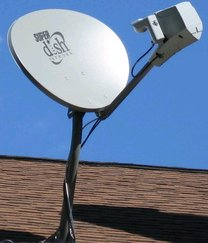
نمونه‌ای از دیش‌های شرکت دیش نتورک

دیش نتورک، (به انگلیسی: Dish Network) شرکت خدمات ماهواره‌ای آمریکایی است، که در زمینه ارائه سرویس‌های تلویزیون‌های ماهواره‌ای، تلویزیون‌های پولی و اینترنت ماهواره‌ای فعالیت می‌کند.
ریشه‌های تأسیس این شرکت به سال ۱۹۸۰ بازمی‌گردد، که چارلی ارجن اقدام به راه‌اندازی شرکت اکواستار نمود. شرکت دیش نتورک در سال ۱۹۹۶ به‌عنوان یک شرکت تابعه از اکواستار فعالیت خود را آغاز کرد. این شرکت در سال ۲۰۰۸ از کمپانی اکواستار تفکیک و به‌عنوان یک شرکت مستقل، ثبت گردید. شرکت دیش نتورک در سال ۲۰۱۳ بیش از ۱۴ میلیون مشترک تجاری و مسکونی داشته‌است.
دفتر مرکزی این شرکت در شهر مریدین، کلرادو، ایالات متحده آمریکا قرار دارد و سهام آن در بازار بورس نزدک معامله می‌شود.